# Zbigniew Strzelecki
Zbigniew Strzelecki (ur. 23 sierpnia 1922 w Krakowie, zm. 27 stycznia 1988 tamże) – polski inżynier, górnik, pracownik naukowy Akademii Górniczo-Hutniczej w Krakowie, zasłużony dla ratowania wielu starych miast w Polsce.

## Życiorys

### Młodość i edukacja
Urodził się w 1922 roku w Krakowie (był synem Zygmunta i Genowefy Jędrzejowskiej-Pituch), gdzie ukończył Gimnazjum Ogólnokształcące im. Bartłomieja Nowodworskiego. Po wybuchu II wojny światowej zaciągnął się jako ochotnik do Wojska Polskiego, walcząc w stopniu szeregowca w rejonie Lubelszczyzny. Po klęsce kampanii wrześniowej wrócił do Krakowa, wstępując do Krakowskiej Szkoły Budowlanej. W 1942 roku uzyskał dyplom technika mostowego. Następnie podjął pracę jako technik w Miejskich Wodociągach i Kanalizacji w Krakowie. Równocześnie kontynuował naukę ucząc się na tajnym nauczaniu, a po zakończeniu działań wojennych uczęszczał do Liceum Ogólnokształcącego im. Królowej Wandy. Po pomyślnie zdanym egzaminie maturalnym rozpoczął studia wyższe na Wydziale Górniczym Akademii Górniczej w Krakowie. Już jako student ostatniego roku został zatrudniony na stanowisku asystenta w Katedrze Górnictwa. W sierpniu 1949 roku rozpoczął pracę w kopalni węgla kamiennego Bielszowice jako nadgórnik, jednocześnie przygotowując z tego zakresu pracę dyplomową u prof. Feliksa Zalewskiego, którą obronił w 1951 roku, zdobywając tytuły inżyniera górnika i magistra nauk technicznych.

### Działalność dydaktyczno-naukowa i zawodowa
Dla zdobycia doświadczenia zawodowego oraz dalszego poszerzenia swych umiejętności inżyniersko-produkcyjnych wrócił do pracy w przemyśle górnictwa węglowego, a w roku akademicki 1953/1954 podjął pracę naukowo-dydaktyczną na stanowisku starszego asystenta w Katedrze Organizacji Pracy Wydziału Górniczego Politechniki Śląskiej w Gliwicach. Ze względu na zły stan zdrowia od roku akademickiego 1954/1955 wrócił na stałe na macierzystą uczelnię do Krakowa. W 1962 roku uzyskał tam stopień naukowy doktora nauk technicznych na podstawie pracy pt. Fizyko-mechaniczne własności skał płynnych mrożonych podczas głębienia szybów, napisanej pod kierunkiem prof. Feliksa Zalewskiego. Dalsze publikacje związane z wynikami prowadzonych badań naukowych w tym zakresie, pozwoliły na napisanie rozprawy i odbycie przewodu habilitacyjnego oraz uzyskanie w 1964 roku stopnia naukowego doktora habilitowanego w zakresie projektowania i budowy kopalń. Uchwałą Rady Państwa w 1971 roku nadano mu tytuł naukowy profesora nadzwyczajnego, a w 1979 roku profesora zwyczajnego.

### Praca przy ratowaniu starówek w Polsce

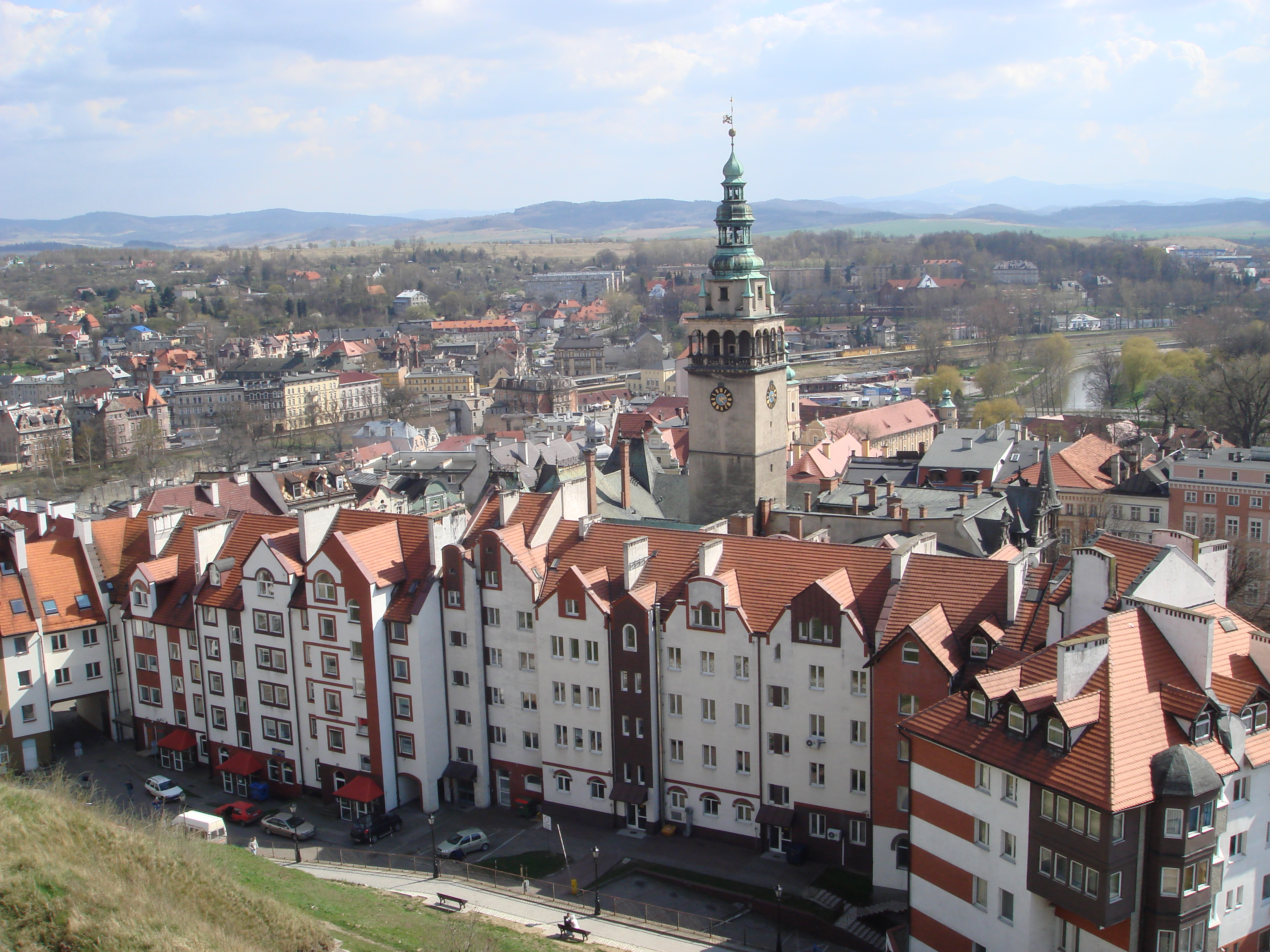
Współczesny widok na stare miasto w Kłodzku, uratowane od zawalenia w latach 70. XX w. przez zespół prof. Strzeleckiego

Od 1954 roku, wspólnie z profesorem Zalewskim pracował nad ratowaniem zabytkowych dzielnic starych miast w Lublinie, Jarosławiu, Kłodzku, a następnie innych miast zagrożonych m.in. oddziaływaniem wyrobisk podziemnych. Od 1964 roku pracował nad zabezpieczaniem starego miasta w Sandomierzu. Dzięki tym działaniom udało się także uruchomić w Sandomierzu, Jarosławiu, Kłodzku i Opatowie podziemne trasy turystyczne.

### Nagrody i wyróżnienia
Za pracę naukową, dydaktyczno-wychowawczą i społeczną, wyróżniono go wieloma odznaczeniami państwowymi, ministerialnymi i regionalnymi, w tym m.in. Krzyżami Oficerskim i Kawalerskim Orderu Odrodzenia Polski, Złotym Krzyżem Zasługi, Honorową Odznaką Ratownika Górniczego, odznaką 1000-lecia Państwa Polskiego i innymi. Za zasługi w ratowaniu Jarosławia i Kłodzka otrzymał honorowe obywatelstwa tych miast. Zmarł nagle 27 stycznia 1988 roku w Krakowie.

## Ciekawostki
- Opracował metodę ratowania starych dzielnic miast w Polsce pod względem górniczym i budowlanym, zwaną Z–S (nazwa skrótem od zabezpieczania starówek lub Zalewskiego-Strzeleckiego),
- Jego imię od 1994 roku nosi Zespół Szkół Technicznych i Ogólnokształcących w Sandomierzu.
- Za zasługi dla ratowania podziemi Jarosławia, jego imieniem nazwano ulicę[2].
- Podziemna trasa turystyczna w Opatowie również nosi imię Zbigniewa Strzeleckiego.